# 2020년 하계 올림픽 멕시코 선수단
2020년 하계 올림픽 멕시코 선수단은 2021년 일본 도쿄에서 열린 2020년 하계 올림픽에 참가한 올림픽 멕시코 선수단이다.
멕시코는 2020년 도쿄 하계 올림픽에 출전했다. 원래 2020년 7월 24일부터 8월 9일까지 열릴 예정이었던 올림픽은 코로나19 범유행으로 인해 2021년 7월 23일부터 8월 8일로 연기되었다. 이는 멕시코의 하계 올림픽 출전 24번째였다. 3월에는 선수들에게 백신 접종 우선권이 주어졌다.

## 출전 선수
| 종목           | 남자 | 여자 | 전체 |
| -------------- | ---- | ---- | ---- |
| 양궁           | 1    | 3    | 4    |
| 아티스틱스위밍 | 빈칸 | 2    | 2    |
| 육상           | 12   | 8    | 20   |
| 배드민턴       | 1    | 1    | 2    |
| 야구           | 24   | 빈칸 | 24   |
| 복싱           | 1    | 2    | 3    |
| 카누           | 0    | 1    | 1    |
| 사이클         | 2    | 4    | 6    |
| 다이빙         | 8    | 6    | 14   |
| 승마           | 4    | 1    | 5    |
| 펜싱           | 1    | 0    | 1    |
| 축구           | 22   | 0    | 22   |
| 골프           | 2    | 2    | 4    |
| 체조           | 1    | 3    | 4    |
| 유도           | 0    | 1    | 1    |
| 근대5종        | 2    | 2    | 4    |
| 조정           | 0    | 1    | 1    |
| 요트           | 2    | 2    | 4    |
| 사격           | 3    | 2    | 5    |
| 소프트볼       | 빈칸 | 15   | 15   |
| 수영           | 3    | 1    | 4    |
| 태권도         | 1    | 1    | 2    |
| 테니스         | 0    | 2    | 2    |
| 트라이애슬론   | 2    | 2    | 4    |
| 배구           | 2    | 0    | 2    |
| 역도           | 2    | 2    | 4    |
| 레슬링         | 1    | 1    | 2    |
| 전체           | 97   | 65   | 162  |

## 같이 보기
- 올림픽 멕시코 선수단